# Litworowy Żleb (Tatry Zachodnie)

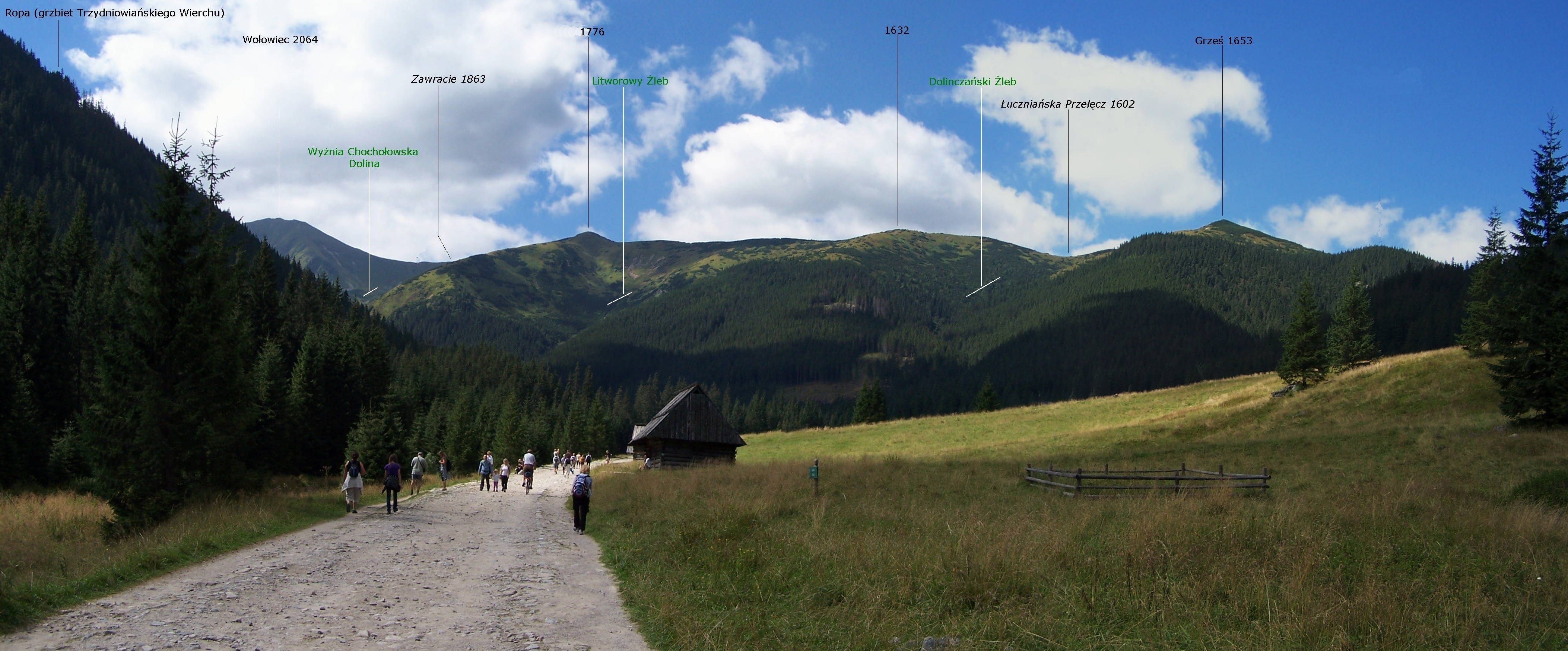
Widok z Polany Chochołowskiej

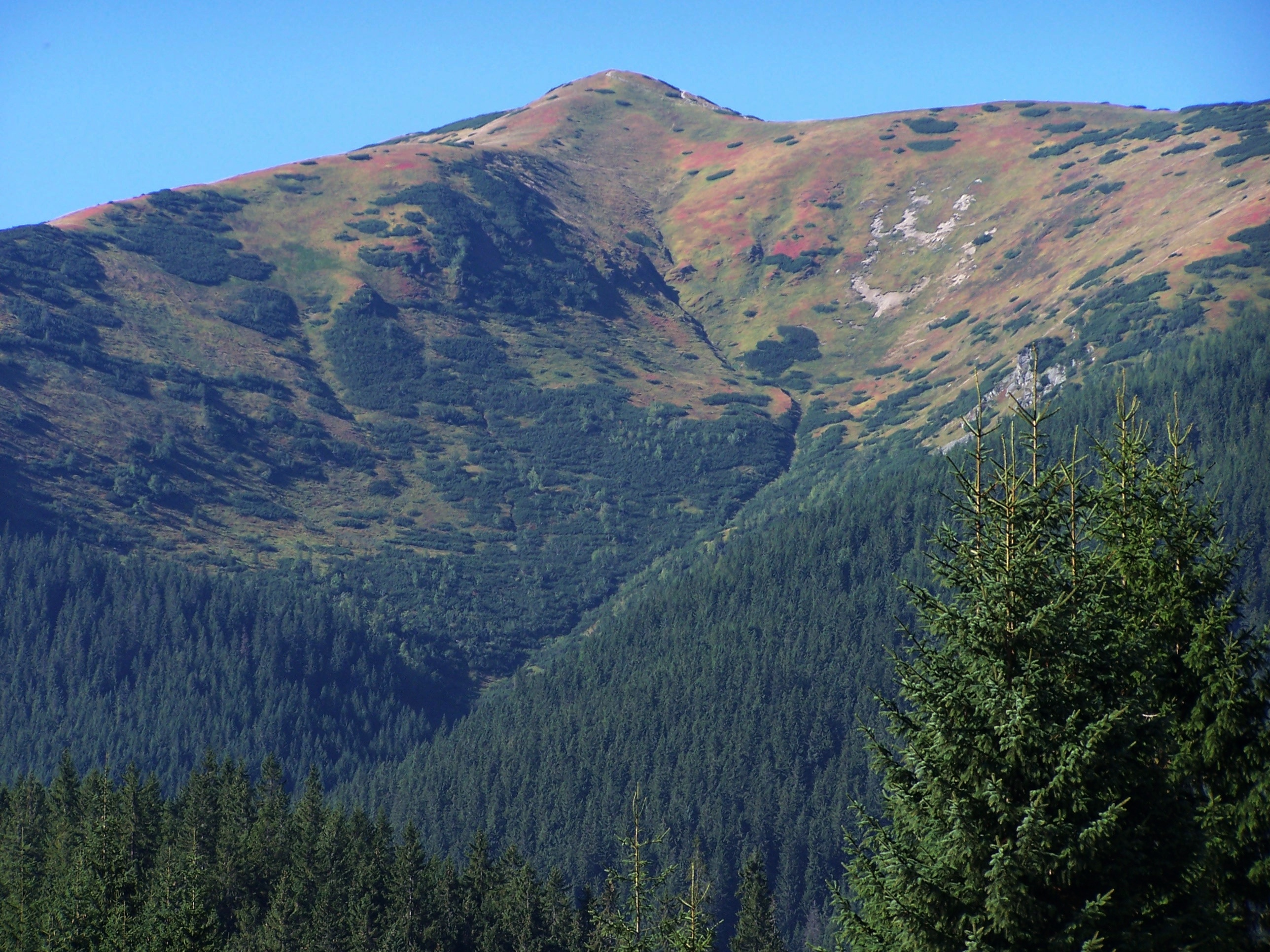
Litworowy Żleb, widok z Polany Chochołowskiej

Litworowy Żleb – boczne odgałęzienie Doliny Chochołowskiej w Tatrach Zachodnich. Jest to wąska i stroma dolina, górą przechodząca w żleb. Opada spod Długiego Upłazu w północno-wschodnim kierunku. Jej dnem spływa niewielki Litworowy Potok uchodzący do Chochołowskiego Potoku.
W górnej części Litworowy Żleb rozgałęzia się na dwie odnogi. W zimie obydwiema odnogami i głównym korytem schodzą lawiny.
Nazwa pochodzi od rośliny dzięgiel litwor, przez górali zwyczajowo nazywanej litworem. W Tatrach jest wiele nazw topograficznych pochodzących od tej rośliny. W Tatrach Wysokich jest jeszcze druga dolinka o tej samej nazwie – Litworowy Żleb w Dolinie Białej Wody.